# Mont-le-Soie
Mont-le-Soie is een gehucht in de gemeente Vielsalm, in de Belgische provincie Luxemburg. Het ligt ten noorden van Petit-Thier en wordt volledig omgeven door bos. Voor de gemeentelijke herindeling van 1977 behoorde Mont-le-Soie tot de gemeente Grand-Halleux.
Mont-le-Soie is bekend van het Centre Européen du Cheval, het Europees paardencentrum.

## Wielrennen
In het wielrennen is het gehucht bekend van de beklimming Côte de Mont-le-Soie. De beklimming vanuit Petit-Thier is 1,7 kilometer lang en heeft een gemiddeld stijgingspercentage van 7 procent, met een maximum van 12 procent. De Côte de Mont-le-Soie wordt regelmatig opgenomen in de wielerklassieker Luik-Bastenaken-Luik en wordt dan beklommen na de Côte de Saint-Roch en voor de Côte de Wanne. De klim ligt op zo'n 95 kilometer van de finish, aan het begin van de heuvelzone. De beklimming vanuit Grand-Halleux is ruim twee keer zo lang en kent bijna twee keer zoveel hoogtemeters.
Deelgemeenten: Bihain · Grand-Halleux · Petit-Thier · Vielsalm

Overige dorpen: Bêche · Burtonville · Cahay · Commanster · La Comté · Dairomont · Ennal · Farnières · Fraiture · Goronne· Hébronval · Joubiéval · Mont-le-Soie · Neuville · Ottré · Petit-Halleux · Petit-Tailles · Provedroux · Regné · Rencheux · Salmchâteau · Ville-du-Bois 

Belgische gemeenten · Arrondissement Bastenaken · Luxemburg · Wallonië
Côte de Saint-Roch · Col de Haussire · Côte de Mont-le-Soie · Côte de Wanne · Côte de Stockeu · Côte de la Haute-Levée · Col du Rosier · Côte de Desnié · Côte de la Redoute · Côte de Cornemont · Côte des Forges · Côte de la Roche-aux-Faucons

Voormalige beklimmingen: Côte de Ny · Côte de la Roche-en-Ardenne · Côte de la Vecquée · Côte du Maquisard · Mont Theux · Côte de Sprimont · Côte de Colonster · Côte du Sart-Tilman · Côte de Saint-Nicolas · Côte de la Rue Naniot · Ans